# Bryan Trottier
Vous lisez un « article de qualité » labellisé en 2009.
Pour les articles homonymes, voir Trottier.
Temple de la renommée : 1997
Bryan John Trottier (né le 17 juillet 1956 à Val Marie au sud de Swift Current en Saskatchewan au Canada) est un joueur professionnel de hockey sur glace. Il a joué un total de 18 saisons dans la Ligue nationale de hockey avec les Islanders de New York puis avec les Penguins de Pittsburgh et a remporté à quatre reprises la Coupe Stanley en tant que champion des séries éliminatoires avec les Islanders puis deux nouvelles fois avec les Penguins.
Après sa carrière de joueur, il deviendra entraîneur adjoint pour les Penguins avant de rejoindre l'Avalanche du Colorado et de remporter une nouvelle Coupe en 2001. Depuis 1997, il est Membre du temple de la renommée du hockey, un des plus grands honneurs que peut recevoir un joueur de hockey,.

## Carrière

### Carrière en club

#### Ses débuts en junior
Trottier se fait remarquer pour la première fois en jouant dans la Ligue de hockey junior de la Saskatchewan pour l'équipe des Broncos de Humboldt en 1971-1972. Il va aider son équipe à remporter pour sa deuxième saison dans la ligue canadienne junior le titre de champion de la ligue,. Lors de la saison suivante, il rejoint les Broncos de Swift Current, équipe junior de la Western Canada Junior Hockey League. Lors de cette première saison avec Swift Current, il est élu meilleur joueur recrue de l'équipe et remporte le titre de Broncos Rookie-of-the Year. La saison suivante, il dépasse pour la première fois la barre des 100 points avec un total de 112 réalisations et il va également participer lors de l'été qui suit aux repêchages des deux ligues majeures d'Amérique du Nord : la Ligue nationale de hockey et l'Association mondiale de hockey.
Ainsi, il est choisi lors de la deuxième ronde du repêchage 1974 par les Islanders de New York, le 22e joueur choisi au total et le deuxième choix des Islanders après Clark Gillies. À l'occasion du repêchage amateur de l'AMH, il est également choisi en deuxième ronde, le 18e joueur au total et le deuxième choix des Stingers de Cincinnati, le premier joueur repêché par les Stingers étant un autre joueur des Broncos, Don Larway.
Il décide pour le moment de jouer encore une saison dans la WCHL toujours avec les Broncos même si ces derniers déménagent et que la franchise s'établit alors à Lethbridge et garde le nom de Broncos. Pour sa dernière saison dans la ligue junior, il atteint la somme de 144 points avec 46 buts et 98 passes décisives. Deuxième meilleur pointeur de la saison derrière Mel Bridgman, il est alors élu MVP de la saison et gagne sa sélection pour le championnat du monde junior en décembre-janvier avec l'équipe du Canada. Même si ces championnats du monde ne sont pas officiels, la formation canadienne finit à la deuxième place derrière les Soviétiques et Trottier inscrit 5 buts pour l'équipe. Il est encore une fois honoré en étant nommé MVP de l'équipe lors du championnat. À l'issue de cette très belle saison, il signe son premier contrat professionnel avec les Islanders et les rejoint pour la saison 1975-1976.

#### La montée en puissance des Islanders de New York

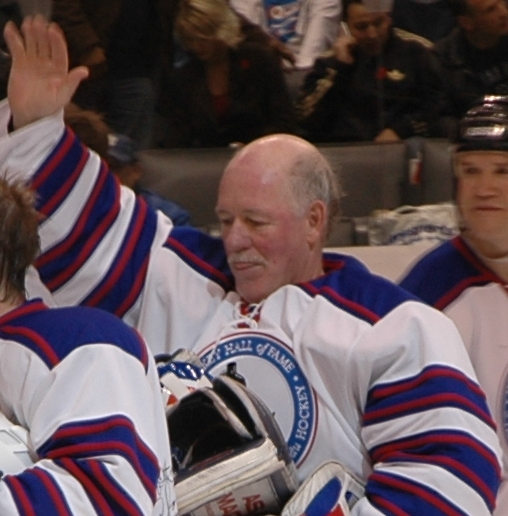
Billy Smith, coéquipier de Trottier pour sa première saison
(ici en photographie en 2008)

Il joue cette première saison professionnelle dans la LNH aux côtés des frères Denis et Jean Potvin, Billy Harris, Clark Gillies ou encore les gardiens de but Glenn « Chico » Resch et Billy Smith. Dès son deuxième match dans la LNH, il réalise un tour du chapeau et inscrit 5 points. Bien que jouant sa première saison, Trottier va marquer la LNH de son impact en jouant les 80 matchs et en finissant à la deuxième place des meilleurs pointeurs de son équipe avec 95 points, juste trois derrière Denis Potvin, défenseur de l'équipe. Il finit également huitième meilleur passeur de la ligue à 26 réalisations des 89 passes de Bobby Clarke, joueur des Flyers de Philadelphie. Ses 95 points sont alors un record pour un joueur dans sa première année.
L'équipe termine la saison à la deuxième place de sa division derrière les Flyers mais va réussir à passer les deux premiers tours des séries éliminatoires pour finalement perdre en demi-finale de la Coupe Stanley contre les Canadiens de Montréal 4 matchs à 1. Encore une fois, Trottier joue l'intégralité des 13 matchs de l'équipe même s'il ne marque que 8 points lors de ces séries. Il est tout de même récompensé en recevant le trophée Calder du meilleur rookie de la saison.
Associé à Gillies et à Mike Bossy, Trottier monte petit à petit en puissance, dépassant la barre des 100 points dans la LNH en 1977-1978 avec 123 points et connaît la consécration en 1978-1979 en remportant plusieurs trophées : il reçoit ainsi le trophée Art-Ross du meilleur pointeur de la saison avec 134 réalisations mais également le trophée Hart du meilleur joueur de la saison selon l'association professionnelle de la presse écrite de la LNH. Il est donc logiquement sélectionné dans la première équipe d'étoiles de la saison en compagnie de Ken Dryden, Larry Robinson et de Guy Lafleur mais également deux de ses coéquipiers : Potvin et Gillies. Malgré les excellentes performances de ses joueurs, l'équipe des Islanders ne parvient toujours pas à concrétiser par une finale de Coupe Stanley et perd une nouvelle fois en demi-finale contre les Rangers de New York.

#### La consécration avec les Islanders

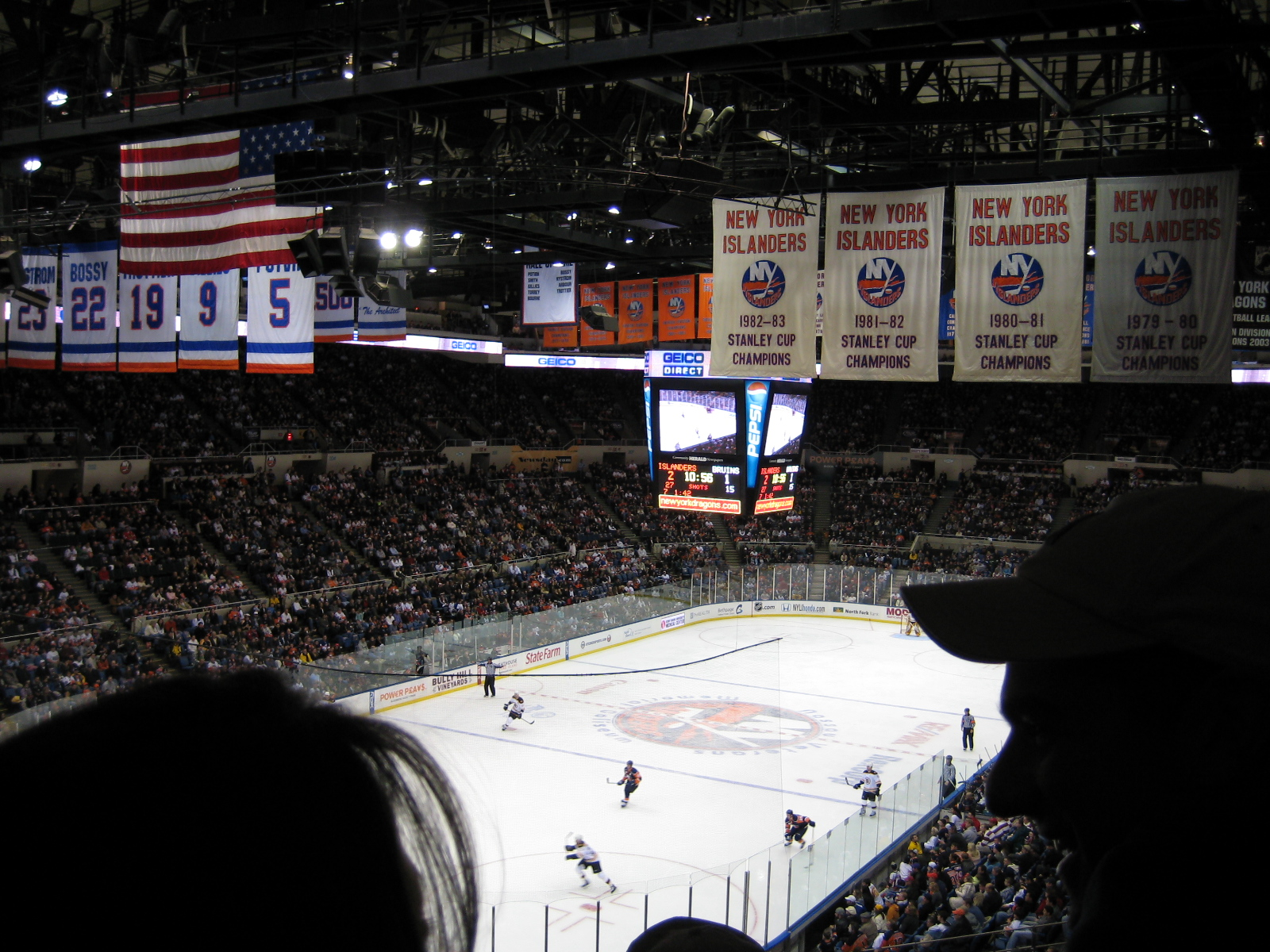
Les bannières du Nassau Veterans Memorial Coliseum, patinoire des Islanders.

En 1979-1980, le visage de la LNH change considérablement avec l'arrivée de quatre franchises de l'AMH à la suite de l'arrêt des activités de la ligue concurrente de la LNH. Ainsi, les Nordiques de Québec, les Jets de Winnipeg, les Whalers de la Nouvelle-Angleterre et surtout les Oilers d'Edmonton avec dans leur rang un certain Wayne Gretzky rejoignent la LNH. Trottier enchaîne une troisième saison consécutive avec plus de 100 points mais ses 104 points sont assez éloignés du total de Marcel Dionne et de Gretzky : 137 points. Les Islanders vont finir pour la première fois en cinq ans sous la barre des 100 points, Al Arbour l'entraîneur de l'équipe, décidant alors de ne plus jouer à tout prix la première place de la saison régulière mais plus de travailler sur la conservation de l'énergie de l'équipe pour pouvoir jouer enfin la finale de la Coupe Stanley.
Au cours des séries, les Islanders vont jouer tour à tour les Kings de Los Angeles – 3-1, les Bruins de Boston – 4-1, les Sabres de Buffalo – 4-2 pour finalement accéder pour la première fois de leur histoire à une finale. L'équipe joue donc sa première finale contre les Flyers de Philadelphie, meilleure équipe sur l'intégralité de la saison et invaincue au cours des 35 derniers matchs de la saison. Le dénouement va se jouer lors du sixième match de la série alors que les Islanders mènent 3 matchs à 2 et reçoivent les Flyers. Le but de la victoire pour les Islanders est inscrit par Bob Nystrom d'un tir du revers de la crosse au bout de 7 minutes et 11 secondes de prolongation alors que le score est de 4 buts partout. À titre personnel, Trottier est récompensé pour ses 29 points des séries en 21 matchs et remporte le trophée Conn-Smythe du meilleur joueur des séries,.
Les Islanders et Trottier vont dominer la LNH lors des deux saisons qui vont suivre remportant deux nouvelles Coupes Stanley en battant en finale les North Stars du Minnesota en 1981 puis les Canucks de Vancouver la saison suivante. La ligne Trottier-Bossy-Gillies mène l'attaque des Islanders, Bossy se permettant même de devenir le deuxième joueur de l'histoire de la LNH en 1980-81 à inscrire 50 buts en 50 matchs après Maurice Richard en 1944-1945. Même s'il ne joue plus les premières places du classement, Trottier est tout de même lors des deux saisons dans les dix meilleurs pointeurs de la ligue dépassant systématiquement la barre des 100 points.
La saison 1982-1983 va être la dernière saison de la domination des Islanders, la jeune équipe des Oilers devenant de plus en plus compétitive et les autres équipes parvenant également à sortir leur épingle du jeu. C'est ainsi le cas des Bruins de Boston, meilleure équipe lors de la saison régulière. Trottier tombe pour la première fois en six ans sous la barre des 100 points, même s'il est tout de même le deuxième pointeur de l'équipe derrière Bossy. Malgré tout, les Islanders parviennent une nouvelle fois à la finale de la Coupe Stanley en écartant les Bruins en finale d'association en six matchs et retrouvent les Oilers pour leur première finale. C'est justement l'expérience qui fait la différence lors de cette finale, les Islanders écrasant les Oilers 17 buts à 6 et surtout 4 matchs à 0 pour remporter leur quatrième Coupe Stanley.
La jeune équipe des Oilers va apprendre de sa défaite puisque lorsque les deux équipes se retrouvent en finale la saison suivante, ils ne se laissent pas faire et vont battre Trottier et ses coéquipiers 4 matchs à 1. De son côté Trottier dépasse une nouvelle fois, mais la dernière de sa carrière, la barre des 100 points avec un total de 111 réalisations, bien éloigné des 205 points de Gretzky qui dépasse les 200 points pour la deuxième fois de sa carrière,.
À la suite de cette défaite en finale, les joueurs talentueux de l'équipe vieillissants vont tour à tour quitter l'effectif : Nystrom prend sa retraite en 1986, la même année que l'entraîneur Arbour, Bossy prend sa retraite en 1987, Denis Potvin en 1988, Billy Smith en 1989. D'un point de vue collectif, les Islanders ne vont plus parvenir à se qualifier pour la finale de la Coupe Stanley et perdent de plus en plus tôt lors des séries. Le creux de la vague est atteint en 1988-1989, l'équipe perdant 20 de ses 27 premiers matchs, le nouvel entraîneur de l'équipe, Terry Simpson, étant limogé en cours de saison pour le retour d'Arbour derrière le banc. Il ne parvient pas à redresser la barre des Islanders et l'équipe termine la saison à égalité de points avec les Nordiques de Québec pour le pire total de points de la saison et manquant les séries pour la première fois depuis 1974. À titre personnel, Trottier devient tout de même le deuxième joueur recevant le trophée King-Clancy pour son impact sur la société et son leadership au sein de l'équipe. L'équipe réussit à se qualifier pour les séries lors de la saison suivante mais ce n'est que pour mieux perdre au premier tour contre les Rangers. Cela sera la dernière saison de Trottier avec les Islanders en tant que joueur, il ne joue qu'une cinquantaine de matchs dans la saison et l'équipe rachète son contrat à la fin de la saison,.

#### Avec les Penguins de Pittsburgh

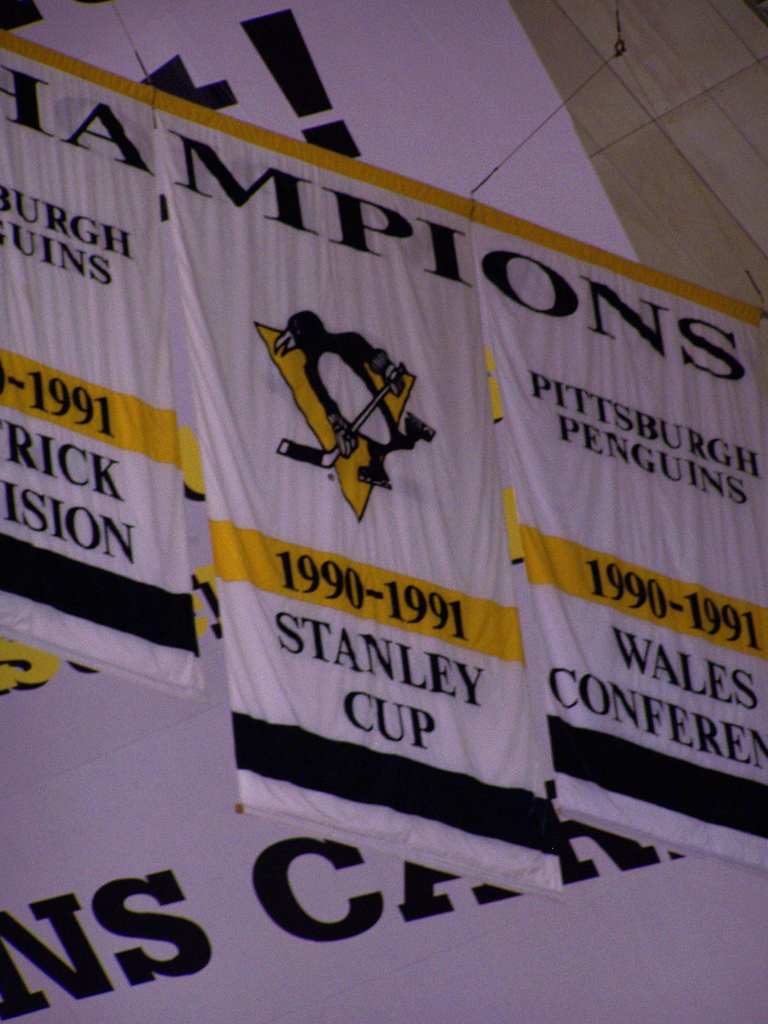
Les bannières accrochées dans le Mellon Arena et commémorant les titres de 1991.

Le 12 juin 1990, Craig Patrick, qui est devenu l'année précédente le directeur-général des Penguins de Pittsburgh, enrôle Bob Johnson à la tête de l'équipe des Penguins. Les deux hommes font signer un contrat à Trottier en tant qu'agent libre le 20 juin tout en lui promettant que même s'il ne joue pas l'intégralité de la saison régulière, ils comptent énormément sur lui pour apporter son expérience à des joueurs comme Mario Lemieux, Jaromír Jágr, Tom Barrasso ou encore Kevin Stevens pour les séries,. La promesse est tenue puisque même si Trottier ne joue que 52 matchs dans la saison régulière en raison de plusieurs blessures, il ne manque qu'un seul match des séries. Il remporte cette année-là, sa cinquième bague de champion de la Coupe Stanley alors que l'équipe remporte son premier titre de champion, écrasant les North Stars du Minnesota 8 buts à 0 lors du sixième match de la série finale, Trottier réalisant ce soir-là une passe décisive pour le premier but du match inscrit par le défenseur des Penguins Ulf Samuelsson,.
À l'issue de la saison, il devient une nouvelle fois agent libre mais finalement signe une prolongation de contrat le 20 août 1991 pour une saison et un montant de 400 000 dollars alors qu'il espérait un contrat pour plusieurs saisons. Il aide son équipe à remporter une nouvelle coupe lors de la saison suivante ; même si encore une fois, il ne joue que 63 matchs de la saison régulière, il est un des joueurs de l'équipe jouant l'intégralité des matchs des séries. Aux côtés de Bob Errey, il devient le nouvel assistant-capitaine de Lemieux. Les Penguins remportent les onze derniers matchs des séries en écrasant les Bruins de Boston et les Blackhawks de Chicago 4 matchs à 0. À la suite de cette sixième bague, Trottier décide de mettre un terme à sa carrière en acceptant un poste au sein de l'équipe dirigeante des Islanders. Il revient tout de même au jeu pour la saison 1993-1994 avec les Penguins en occupant le poste d'entraîneur-assistant mais également de joueur. Il assiste ainsi Eddie Johnston mais joue tout de même la moitié de la saison. Le 3 janvier 1994, il réalise la 900e passe décisive de sa carrière contre les Sénateurs d'Ottawa.
Au cours de l'été qui suit, il joue avec les Pittsburgh Phantoms pour leur unique saison dans la Roller Hockey International, ligue de roller in line hockey, mais ne dispute que neuf matchs avant de raccrocher définitivement ses patins.

### Carrière internationale
Trottier joue sa première sélection avec l'équipe nationale du Canada pour le championnat du monde junior 1975, championnat servant à préparer le premier championnat officiel en 1976-77. Ce championnat du monde a lieu à Winnipeg et à Brandon dans le Manitoba au Canada. L'équipe canadienne est composée de joueurs de la WCHL et même si Trottier parvient à inscrire cinq buts, il ne peut rien faire pour contrer les joueurs soviétiques et l'équipe remporte une médaille d'argent.
Il connaît sa deuxième sélection en équipe nationale pour 1979 Challenge Cup, une série de matchs joués en 1979 contre l'équipe d'URSS. Il s'agit en fait d'une série de trois matchs, tous trois disputés par Trottier. Il est alors aligné aux côtés de ses compères des Islanders : Mike Bossy, Clark Gillies et Denis Potvin. Trottier inscrit un but lors du deuxième match et réalise une passe décisive.
Deux ans plus tard, en 1981, il est de nouveau choisi par les dirigeants de l'équipe canadienne et joue la Coupe Canada. L'équipe termine la première phase avec 4 victoires en 5 matchs en tête du classement mais perd la finale encore une fois contre les soviétiques. Avec un bilan de 3 buts, 8 aides et donc 11 points, Trottier est le troisième meilleur pointeur du tournoi derrière Gretzky et Bossy,.
Pour la Coupe Canada suivante, Trottier décide de jouer pour l'équipe des États-Unis et demande donc l'obtention de la double nationalité. Il argue alors qu'il est métis du côté de son père, avec des ancêtres Chippewa et Cris. Il obtient gain de cause en juillet 1984 et finalement joue le tournoi avec les américains menés par Bob Johnson, le futur entraîneur de Trottier avec les Penguins. L'équipe est éliminée en demi-finale par les Suédois et trois buts de Håkan Loob. Pendant ce temps, l'équipe canadienne bat les soviétiques dès la demi-finale grâce à un but de Bossy en prolongation puis les Suédois en finale.

## Après-carrière
Après avoir arrêté de jouer, Trottier reste tout de même au sein de l'organisation des Penguins en conservant son titre d'assistant-entraîneur de Johnson jusqu'à la fin de la saison 1996-1997. Même si elle joue souvent le haut du tableau, l'équipe de Pittsburgh ne réussit plus à accéder à la finale de la Coupe Stanley et, à l'issue de la saison 1996-1997, Trottier prend la tête des Pirates de Portland de la Ligue américaine de hockey pour la saison 1997-1998. Il conduit son équipe, avec l'aide du joueur Andrew Brunette, à la troisième place de sa division. L'équipe chute au deuxième tour des séries de la Coupe Calder.
Le 17 novembre 1997, la carrière de Trottier est officiellement reconnue par la LNH : il est admis dès sa première année d'éligibilité au Temple de la renommée du hockey, la même année que Mario Lemieux, Glen Sather, Ken McKenzie (fondateur de The Hockey News) et que Gene Hart (commentateur radio pour les matchs des Flyers de Philadelphie).
En 1998-1999, de retour dans la LNH, il devient un des deux entraîneurs-adjoints de Bob Hartley aux côtés de Jacques Cloutier. Le trio d'entraîneur reste à la tête de l'équipe pendant quatre saisons et l'équipe gagne la Coupe Stanley, la septième pour Trottier, en 2000-2001.
Le 20 octobre 2001, le numéro que portait Trottier avec les Islanders, le numéro 19, est élevé dans les chevrons de la patinoire de l'équipe, le Nassau Veterans Memorial Coliseum.
Il quitte l'Avalanche en 2002 pour prendre la direction des Rangers de New York à la place de Ron Low mais il ne reste en place que pour une partie de la saison. Au bout de 54 matchs, la situation n'est pas bonne pour les Rangers et il a des démêlés avec le joueur vedette de l'équipe Eric Lindros. Il est remercié et remplacé par un autre membre de la promotion 1997 du temple de la renommée, Glen Sather, qui est alors le président et le directeur général de la franchise,
Il revient dans le monde du hockey trois ans plus tard, en juin 2006, devenant le directeur chargé du développement des joueurs chez les Islanders de New York, l'équipe avec laquelle il a gagné plusieurs trophées. Il occupe alors un nouveau poste au sein de la franchise des Islanders, à la suite du constat de l'impact de Trottier sur les jeunes joueurs des Penguins et de l'Avalanche.

## Vie privée

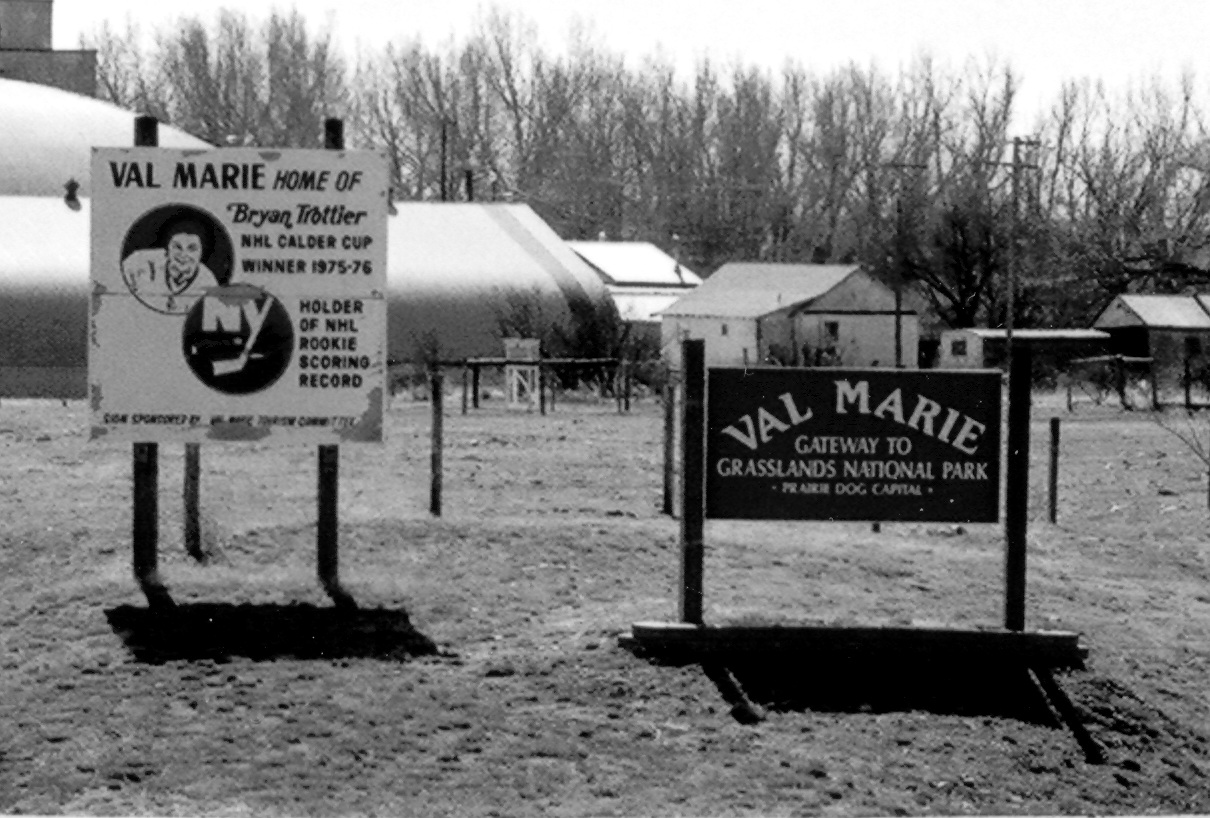
Panneau annonçant la ville de Val Marie comme ville de naissance de Trottier.

Bryan Trottier est élevé dans une famille de cinq enfants dans un ranch au sud de Swift Current dans la Saskatchewan à Val Marie, un village des prairies canadiennes comptant 479 habitants au recensement de 2006.
Trottier ne chaussera des patins de hockey pour la première fois qu'à l'âge de 10 ans. Adolescent, il va être le chanteur du groupe de musique country familial « The Trottier Family » mené par son père Buzz Trottier. Parmi sa famille, Rocky et Monty vont tous les deux connaître une carrière dans le hockey. Même si Rocky est le huitième choix du repêchage de 1982, il ne percera jamais dans la LNH ne jouant qu'une quarantaine de matchs pour les Devils du New Jersey, l'équipe l'ayant choisi. Monty, quant à lui, connaîtra sa meilleure saison en 1984-1985 avec les Indians de Springfield dans la Ligue américaine de hockey.
Bryan Trottier vit avec sa femme Jennifer dans la ville de Pittsburgh aux États-Unis. Ils ont eu ensemble quatre enfants : Bryan Junior, Lindsey, Tayler et Christian.

## Statistiques

### Statistiques en club
Au cours de sa carrière en club, Trottier aura joué 15 saisons dans la Ligue nationale de hockey pour les Islanders de New York et 3 autres pour les Penguins de Pittsburgh, totalisant 6 Coupes Stanley en tant que centre des deux équipes. Il aura fait partie de la dynastie des Islanders du début des années 1980 qui rafle tout sur son passage et ne laisse pas la moindre chance aux adversaires. Sur l'intégralité des saisons jouées, il ne ratera qu'une seule fois une participation aux séries éliminatoires. Ses statistiques de joueur en club sont détaillées dans le tableau ci-dessous.

### En club
| Saison     | Équipe                   | Ligue      |       | Saison régulière | Saison régulière | Saison régulière | Saison régulière | Saison régulière |    | Séries éliminatoires | Séries éliminatoires | Séries éliminatoires | Séries éliminatoires | Séries éliminatoires |
| Saison     | Équipe                   | Ligue      | PJ    | B                | A                | Pts              | Pun              | PJ               | B  | A                    | Pts                  | Pun                  |                      |                      |
| 1971-1972  | Broncos de Humboldt      | SJHL       |       |                  |                  |                  |                  |                  |    |                      |                      |                      |                      |                      |
| 1972-1973  | Broncos de Swift Current | LHOu       | 67    | 16               | 29               | 45               | 10               | -                | -  | -                    | -                    | -                    |                      |                      |
| 1973-1974  | Broncos de Swift Current | LHOu       | 68    | 41               | 71               | 112              | 76               | 13               | 7  | 8                    | 15                   | 8                    |                      |                      |
| 1974-1975  | Broncos de Lethbridge    | LHOu       | 67    | 46               | 98               | 144              | 103              | 6                | 2  | 5                    | 7                    | 14                   |                      |                      |
| 1975-1976  | Islanders de New York    | LNH        | 80    | 32               | 63               | 95               | 21               | 13               | 1  | 7                    | 8                    | 8                    |                      |                      |
| 1976-1977  | Islanders de New York    | LNH        | 76    | 30               | 42               | 72               | 34               | 12               | 2  | 8                    | 10                   | 2                    |                      |                      |
| 1977-1978  | Islanders de New York    | LNH        | 77    | 46               | 77               | 123              | 46               | 7                | 0  | 3                    | 3                    | 4                    |                      |                      |
| 1978-1979  | Islanders de New York    | LNH        | 76    | 47               | 87               | 134              | 50               | 10               | 2  | 4                    | 6                    | 13                   |                      |                      |
| 1979-1980  | Islanders de New York    | LNH        | 78    | 42               | 62               | 104              | 68               | 21               | 12 | 17                   | 29                   | 16                   |                      |                      |
| 1980-1981  | Islanders de New York    | LNH        | 73    | 31               | 72               | 103              | 74               | 18               | 11 | 18                   | 29                   | 34                   |                      |                      |
| 1981-1982  | Islanders de New York    | LNH        | 80    | 50               | 79               | 129              | 88               | 19               | 6  | 23                   | 29                   | 40                   |                      |                      |
| 1982-1983  | Islanders de New York    | LNH        | 80    | 34               | 55               | 89               | 68               | 17               | 8  | 12                   | 20                   | 18                   |                      |                      |
| 1983-1984  | Islanders de New York    | LNH        | 68    | 40               | 71               | 111              | 59               | 21               | 8  | 6                    | 14                   | 49                   |                      |                      |
| 1984-1985  | Islanders de New York    | LNH        | 68    | 28               | 31               | 59               | 47               | 10               | 4  | 2                    | 6                    | 8                    |                      |                      |
| 1985-1986  | Islanders de New York    | LNH        | 78    | 37               | 59               | 96               | 72               | 3                | 1  | 1                    | 2                    | 2                    |                      |                      |
| 1986-1987  | Islanders de New York    | LNH        | 80    | 23               | 64               | 87               | 50               | 14               | 8  | 5                    | 13                   | 12                   |                      |                      |
| 1987-1988  | Islanders de New York    | LNH        | 77    | 30               | 52               | 82               | 48               | 6                | 0  | 0                    | 0                    | 10                   |                      |                      |
| 1988-1989  | Islanders de New York    | LNH        | 73    | 17               | 28               | 45               | 44               | -                | -  | -                    | -                    | -                    |                      |                      |
| 1989-1990  | Islanders de New York    | LNH        | 59    | 13               | 11               | 24               | 29               | 4                | 1  | 0                    | 1                    | 4                    |                      |                      |
| 1990-1991  | Penguins de Pittsburgh   | LNH        | 52    | 9                | 19               | 28               | 24               | 23               | 3  | 4                    | 7                    | 49                   |                      |                      |
| 1991-1992  | Penguins de Pittsburgh   | LNH        | 63    | 11               | 18               | 29               | 54               | 21               | 4  | 3                    | 7                    | 8                    |                      |                      |
| 1993-1994  | Penguins de Pittsburgh   | LNH        | 41    | 4                | 11               | 15               | 36               | 2                | 0  | 0                    | 0                    | 0                    |                      |                      |
| 1994       | Pittsburgh Phantoms      | RHI        | 9     | 9                | 13               | 22               | 2                | -                | -  | -                    | -                    | -                    |                      |                      |
| Totaux LNH | Totaux LNH               | Totaux LNH | 1 279 | 524              | 901              | 1 425            | 912              | 221              | 71 | 113                  | 184                  | 277                  |                      |                      |

### Statistiques en équipe nationale
Bryan Trottier ne participe pas souvent aux compétitions internationales, ne jouant pas un seul championnat du monde. En effet, traditionnellement, les éditions du championnat du monde débutent en même temps que les séries de la LNH et Trottier jouant quasiment chaque année les séries, il ne peut pas se libérer pour participer aux différentes éditions. Ses Statistiques en équipe nationale sont présentées dans le tableau ci-dessous :
| Année | Équipe        | Compétition                 |   | PJ | B | A  | Pts | Pun                    |  | Résultat |
| 1975  | Canada junior | Championnat du monde junior | 7 | 5  | 2 | 7  |     | Médaille d'argent      |  |          |
| 1979  | Canada        | Challenge Cup               | 3 | 1  | 1 | 2  | 2   | -                      |  |          |
| 1981  | Canada        | Coupe Canada                | 7 | 3  | 8 | 11 | 13  | Médaille d'argent      |  |          |
| 1984  | États-Unis    | Coupe Canada                | 6 | 2  | 3 | 5  | 8   | Défaite en demi-finale |  |          |

## Trophées et records de carrière
Tout au long de sa carrière, Trottier a joué plus de 1 200 matchs et avec plus de 500 buts et plus de 1 000 points dans sa carrière, il possède logiquement plusieurs records que ce soit dans la LNH ou pour les Islanders mais a également été récompensé par des trophées de la LNH, des journaux spécialisés, … Jouant à la même époque que certains des grands joueurs de l'histoire de la LNH comme Wayne Gretzky, Mike Bossy son coéquipier des Islanders ou encore Mario Lemieux sur ses deux dernières années, il n'a pas pu remporter autant de trophées que son talent lui promettait,.

### Trophées

#### Western Canada Junior Hockey League
- 1974 – joue le Match des étoiles dans la sélection qui joue contre l'équipe du Canada
- 1975 – meilleur joueur[54] et sélectionné dans la première équipe type de la saison

#### Ligue nationale de hockey
- 1976 – trophée Calder de la meilleure recrue
- 1978 – sélectionné dans la première équipe d'étoiles
- 1979
  - Trophée Hart du meilleur joueur de la saison
  - Trophée Art-Ross du meilleur pointeur avec 134 points
  - Sélectionné dans la première équipe d'étoiles
- 1980
  - Trophée Conn-Smythe du meilleur joueur des séries
  - Première Coupe Stanley
- 1981 – deuxième Coupe Stanley
- 1982
  - Sélectionné dans la seconde équipe d'étoiles
  - Troisième Coupe Stanley
- 1983 – quatrième Coupe Stanley
- 1984 – sélectionné dans la seconde équipe d'étoiles
- 1989 – trophée King-Clancy
- 1988 – « NHL Bud Man of the Year »
- 1991 – cinquième Coupe Stanley
- 1992 – sixième Coupe Stanley
- Sélectionné pour jouer les Match des étoiles en 1976, 1978, 1980, 1982, 1983, 1986 et 1992
- 2017 : nommé parmi les 100 plus grands joueurs de la LNH à l'occasion du centenaire de la ligue[55]

#### Monde du sport
- 1976 – meilleure recrue selon Sporting News, The Hockey News et Toronto Star
- 1978 – membre de la première équipe type de la saison selon Sporting News et The Hockey News
- 1979 – meilleur joueur selon Sporting News et The Hockey News et membre de la première équipe type de la saison selon Sporting News et The Hockey News
- 1982 – membre de la seconde équipe type de la saison selon Sporting News
- 1984 – membre de la seconde équipe type de la saison selon Sporting News

#### Islanders de New York
- 1976 – meilleur joueur
- 1982 – meilleur joueur
- 1987 – Islander de l'année

#### Penguins de Pittsburgh
- 1995 – Edward J. DeBartolo Community Service Award avec Ron Francis, récompense pour le joueur le plus impliqué de l'équipe dans la vie caritative[56]

### Records

#### Ligue nationale de hockey
- 23 décembre 1978 – plus grand nombre de points en une période avec 6 points contre les Rangers de New York.
- 13 février 1982 – plus grand nombre de buts en une période avec 4 buts contre les Flyers de Philadelphie - record partagé.
- 8 avril 1980 – plus grand nombre de buts en infériorité numérique lors d'un match de série avec deux buts contre les Kings de Los Angeles. Les deux buts ont été inscrits lors de la même période. Ce record est un record partagé.
- de 1980 à 1982 – plus grand nombre de matchs de séries (27) avec au minimum un point par match.
- 1981 – plus grand nombre de matchs de séries sur une année (18) avec au minimum un point par match.
- 22 mars 1984 – but le plus rapide de l'histoire de la LNH avec un but au bout de cinq secondes de jeu contre les Bruins de Boston, record partagé.

#### Islanders de New York
- Plus grand nombre de matchs – 1 123 matchs, de points – 1 353 points et d'aides – 853 passes décisives – sur la saison régulière.
- Plus grand nombre de points lors des séries – 170 points.
- 11 octobre 1975 – plus grand nombre de points en un match pour un rookie avec 5 points, record partagé.
- 1975-76 – plus grand nombre de points et d'aides pour un rookie avec 95 points dont 63 aides.
- 23 décembre 1978 et 13 février 1982 –  plus grand nombre de buts en un match avec 5 buts en un match contre d'abord les Rangers puis contre les Flyers - record partagé avec John Tonelli.
- 1978-79 – plus grand nombre d'aide sur une saison avec 87 réalisations.
- 1978-79 – plus grand nombre de points pour un centre avec un total de 134 points.
- 23 décembre 1978 – plus grand nombre de points en une période et en un match avec 6 et 8 points contre les Rangers de New York.
- 8 avril 1980 – plus grand nombre de buts en infériorité numérique lors d'un match de série avec deux buts contre les Kings de Los Angeles. Les deux buts ont été inscrits lors de la même période
- Du 21 janvier 1982 au 13 mars 1982 – plus grand nombre de matchs consécutifs avec au minimum un point par match pour un total de 25 matchs.
- 13 février 1982 – plus grand nombre de buts en une période avec 4 buts contre les Flyers de Philadelphie.
- 1982 – plus grand nombre d'aides sur une année de  séries avec 23 aides.
- de 1980 à 1982 – plus grand nombre de matchs de séries (27) avec au minimum un point par match.
- 1981 – plus grand nombre de matchs de séries sur une année (18) avec au minimum un point par match.
- 22 mars 1984 – but le plus rapide de l'histoire de la LNH avec un but au bout de 5 secondes de jeu contre les Bruins de Boston, record partagé.